# NASDAQ-100
NASDAQ-100 er et aktieindeks bestående af 100 af de største ikke-finansielle virksomheder som er børsnoterede på NASDAQ-børsen. Det er et modificeret frit markedsvægtet indeks. Virksomhederne i i indekset vægtes efter deres markedsværdier, med bestemte regler for de allerstørste virksomheder, således at deres indflydelse på indekset svækkes.  Det inkluderer også virksomheder registreret udenfor USA. De udenlandske aktier og det faktum at der ikke er finansielle virksomheder i indekset, differentierer det fra Dow Jones Industrial Average, og udelukkelsen af de finansielle virksomheder differentierer det fra S&P 500 Index.

## Historie
NASDAQ-100 åbnedes 31. januar 1985 af NASDAQ i et forsøg på at løsrive sig fra skyggen af New York Stock Exchange. NASDAQ gjorde det, at de etablerede to separate indeks. NASDAQ-100 som består af industri, teknologi, detailhandel, telekommunikation, bioteknologi, sundhed, transport, medier og servicevirksomheder. Det andet indeks var NASDAQ Financial-100 som består af banker, forsikringsselskaber, brokere og realkreditselskaber. Med disse to indeks håbede NASDAQ at øge handlen på NASDAQ-børsen.